# Husniddin Aliqulov
Husniddin Aliqulov (Kitob, 4 de abril de 1999) es un futbolista uzbeko que juega en la demarcación de defensa para el Çaykur Rizespor de la Superliga de Turquía.

## Selección nacional
Tras jugar en varias categorías inferiores de la selección, finalmente hizo su debut con la selección de fútbol de Uzbekistán en un partido amistoso contra Tayikistán que finalizó con un resultado de 2-1 tras los goles de Murod Kholmukhamedov y Shakhzod Ubaydullaev para Uzbekistán, y de Zoir Dzhuraboyev para Tayikistán.

## Clubes
| Club               | País       | Año       | Partidos | Goles |
| ------------------ | ---------- | --------- | -------- | ----- |
| FK Mash'al Mubarek | Uzbekistán | 2018      | 15       | 1     |
| FC Nasaf           | Uzbekistán | 2019-2023 | 115      | 14    |
| Çaykur Rizespor    | Turquía    | 2023-     | 57       | 3     |